# Замок Шенонсо
Замок Шенонсо  (фр. Chateau de Chenonceau) — замок на Луарі. Замок також відомий під назвою дамський замок, бо протягом майже всієї своєї історії слугував резиденцією для жінок, найвідоміші з яких: дружина Генріха ІІ Катерина Медічі, його фаворитка Діана Пуатьє, фаворитка Франциска І та мадам Дюпен. Крім особистих кімнат його відомих жителів, в замку Шенонсо також розміщується Музей воскових фігур та колекція картин. Замок оточений лісовими угіддями та садами Діани Пуатьє та Катерини Медічі. Будівництво замку розпочалось 1513 року під керівництвом Катрін Брісоне, дружини Тома Боєр, який служив міністром фінансів при трьох королях Франції.